# Grooverider
Grooverider (született Raymond Bingham) brit drum and bass producer és DJ. Karrierje a nyolcvanas évek végén kezdődött, illegális raktár és ravepartykon. Igen nagy szerepe volt a drum and bass kialakulásában, sokan a drum and bass ősatyjának tartják.

## Bebörtönzése
2007. november 24-én tartóztatták le Dubajban, mivel a csomagjában 2,16 gramm kannabiszt és pornográf DVD-ket találtak. Később azt nyilatkozta, hogy el is felejtette, hogy nála van, ezért otthon le sem tartóztathatnák. 2008. február 19-én 4 év szabadságvesztésre ítélték.

## Diszkográfia
- Where's Jack The Ripper (Tipper Remix) (12") Higher Ground
- Where's Jack The Ripper? (12") Higher Ground
- Mysteries Of Funk (4x12") Higher Ground
- Mysteries Of Funk: Four Track Sampler (2x12") Higher Ground
- Rainbows Of Colour (12") Columbia Records
- Rainbows Of Colour (12") Higher Ground
- Rainbows Of Colour (Remixes) (12") Higher Ground
- Where's Jack The Ripper (Carl Cox Remixes) (12") Higher Ground
- Where's Jack The Ripper? (Remixes) (12") Higher Ground
- What Do You Do (The Dillinja Remixes) (12") Columbia Records

## Külső hivatkozások
- Hivatalos weboldal
- Grooverider
- Fabio & Grooverider a Radio 1-ben
- Fantazia.org.uk Grooverider Biog

1. ↑  Német Nemzeti Könyvtár: Integrált katalógustár (Németország) (német nyelven). Integrált katalógustár (Németország) . (Hozzáférés: 2014. december 17.)